# Szűcsi
Szűcsi è un comune dell'Ungheria di 1.720 abitanti (dati 2001). È situato nella contea di Heves.